# Canton de La Bastide-Clairence
Le canton de La Bastide-Clairence est une ancienne division administrative française, située dans le département des Pyrénées-Atlantiques et la région Aquitaine.

## Composition
Le canton regroupe 5 communes:
- Ayherre
- Briscous
- Isturits
- La Bastide-Clairence
- Urt

## Histoire
- En 1790[1], le canton de La Bastide-Clairence ne comprenait que la commune et dépendait du district de Saint-Palais.

- De 1833 à 1848, les cantons de Bidache et de La Bastide avaient le même conseiller général. Le nombre de conseillers généraux était limité à 30 par département[2].

## Représentation

### Conseillers généraux de 1833 à 2015
| Période               | Identité                                                    | Parti                 | Qualité |
| --------------------- | ----------------------------------------------------------- | --------------------- | --- |
| 1833-1834 (démission) | Casimir d'Angosse                                           |                       | Ancien Sous-Préfet, ancien député (1827-1831)                                                                                          |
| 1834-1835 (démission) | Pierre Victor Duséré (1780-1847)                            |                       | Avocat à Bayonne |
| 1835-1839             | Antonin Dirassen (1771-1858)                                |                       | Juge de paix du canton de Bidache |
| 1839-1859 (décès)     | Michel Charles Chégaray                                     | Droite                | Premier Président de la Cour d'Orléans puis Conseiller à la Cour de cassation Représentant du peuple (1837-1842, 1843-1848, 1849-1851) |
| 1860-1884 (démission) | Jean-Baptiste Dasconaguerre                                 | Droite                | Écrivain, Saint-Jean-de-Luz Maire de La Bastide-Clairence                                                                              |
| 1884-1892             | Bertrand Amestoy                                            | Droite                | Docteur en médecine de la Faculté de Paris                                                                                             |
| 1892-1900 (démission) | Jacques Lafourcade                                          | Républicain           | Propriétaire, maire de La Bastide-Clairence                                                                                            |
| 1900-1910             | Jules Lafourcade (neveu du précédent)                       | Républicain           | Médecin, chirurgien en chef de l'hôpital de Bayonne                                                                                    |
| 1910-1917 (décès)     | Léonce Charles Marie de Croisœuil-Châteaurenard (1853-1917) | Nationaliste          | Capitaine au 1er régiment d'artillerie (1899) Propriétaire à Urt, conseiller d'arrondissement                                          |
| 1917-1919             | siège vacant                                                |                       | |
| 1919-1940             | Cyprien Iribarne (1874-1945)                                | URD                   | Médecin à Bayonne et Biarritz Maire de La Bastide-Clairence (1912-1945)                                                                |
|                       |                                                             |                       | |
| 1945-1954 (démission) | Edouard Jauréguiberry                                       | MRP-RPF               | Professeur de droit Propriétaire à Anhaux                                                                                              |
| 1954-1968 (décès)     | René Ospital                                                | MRP puis CD           | Chef d'entreprise Maire d'Ayherre |
| 1968-1973             | Jean Eyherabide                                             | CD                    | Cultivateur Maire de Briscous |
| 1979-1992             | Jean Castaings                                              | RPR                   | Directeur de mutuelle, Urt |
| 1992-1998             | Léopold Darritchon                                          | DVD                   | Cultivateur Maire de La Bastide-Clairence                                                                                              |
| 1998-2015             | Jean Castaings                                              | RPR puis UMP puis DVD | Maire d'Urt (1995-2008) Président du Conseil Général (2008-2011)                                                                       |

### Conseillers d'arrondissement (de 1833 à 1940)
| Période                                  | Période      | Identité                                        | Étiquette    | Qualité |
| ---------------------------------------- | ------------ | ----------------------------------------------- | ------------ | --- |
| 1833                                     | 1841 (décès) | Pierre Caillava                                 |              | Officier de santé, médecin, maire de La Bastide-Clairence                                                   |
| 1842                                     | 1848         | Jean Timothée Darrieux-Juzon                    |              | Maire de La Bastide-Clairence                                                                               |
|                                          |              |                                                 |              | |
| 1886                                     | 1895         | Antoine Lapouble                                | Républicain  | Maire d'Urt                                                                                                 |
| 1895                                     | 1901         | Jean Iribarne                                   | Droite       | Maire de La Bastide-Clairence                                                                               |
| 1901                                     | 1907         | Germain Londaits                                | Républicain  | Maire d'Ayherre                                                                                             |
| 1907                                     | 1910         | Léonce Charles Marie de Croisœuil-Châteaurenard | Nationaliste | Militaire, propriétaire à Urt                                                                               |
|                                          |              |                                                 |              | |
| 1913                                     | 1940         | Arthur Etchart (1885-1978)                      | Républicain  | Négociant à La Bastide-Clairence                                                                            |
| 1940                                     |              |                                                 |              | Les conseils d'arrondissement ont été suspendus par la loi du 12 octobre 1940 et n'ont jamais été réactivés |
| Les données manquantes sont à compléter. |              |                                                 |              | |

## Démographie
| 1990  | 1999  | 2006  | 2011  | 2012  |
| ----- | ----- | ----- | ----- | ----- |
| 5 301 | 5 776 | 6 714 | 7 300 | 7 339 |